# Olhutholhu
Olhutholhu is een van de onbewoonde eilanden van het Laamu-atol behorende tot de Maldiven.